# Glyphodes multilinealis
Glyphodes multilinealis is een vlinder uit de familie van de grasmotten (Crambidae), uit de onderfamilie van de Spilomelinae. De wetenschappelijke naam van deze soort is voor het eerst voorgesteld door George Hamilton Kenrick in een publicatie uit 1907.

## Verspreiding
De soort komt voor in Japan, Taiwan, Papoea-Nieuw-Guinea, Australië, Samoa, Fiji, de Cookeilanden en de Genootschapseilanden.

## Waardplanten
De rups leeft op Ficus prolixa (Malvaceae).